# Área livre da República da China

Área de Taiwan da República da China

Área livre da República da China é uma descrição jurídica e política referente aos territórios sob o controle real por parte do governo da República da China, que consiste nos grupos de ilhas de Formosa (Taiwan), Penghu, Kinmen, Matsu e algumas ilhas menores. Como a ilha de Taiwan é o principal componente de toda a região, é, portanto, também referida como "Área de Taiwan da República da China" ou simplesmente "Área de Taiwan" (chinês: 臺灣地區). O termo "Tai-Peng-Kin-Ma" (chinês: 台澎金馬) também é equivalente, com excepção de que só se refere às quatro principais ilhas da região - Taiwan, Penghu, Kinmen e Matsu.